# Rien van Uitert
Rien van Uitert (Amersfoort, 1952) is een Nederlandse kunstenaar, woonachtig in Groningen. 
Na een opleiding als architect en het ontwerpen van meerdere projecten kwam Rien van Uitert in de greep van de realistische schilderkunst. Hij volgde een aantal cursussen, onder andere bij het Grafisch Centrum te Groningen, en leerde de fijne kneepjes van Chris Herenius en Herman van Hoogdalem. 
Hij exposeerde onder andere in Museum Møhlmann als deelnemer van de "onafhankelijke realisten" tentoonstellingen, Galerie Wiek XX, Kunstzaal van Heijningen en Galerie de Dilcht. In zijn werk voegt hij objecten en landschappen die hem raken bij elkaar. Hij creëert zo zijn eigen voorstelling van de realiteit. Deuren, poorten, landbouwwerktuigen en beelden zijn daarbij regelmatig terugkerende thema’s. De laatste jaren verschijnt ook steeds vaker de hond in zijn werk.